# Chrono des Nations-Les Herbiers-Vendée 2013
Le Chrono des Nations-Les Herbiers-Vendée 2013 est la trente-et-unième édition de cette course cycliste contre-la-montre, la huitième sous ce nom adopté en 2006 après la disparition du Chrono des Nations-Les Herbiers-Vendée. Il est disputé par six catégories de cycliste : quatre chez les hommes (élites, espoirs, juniors et cadets) et deux chez les femmes (élites et juniors).

## Résultats

### Classement final
|    | Coureur           | Pays      | Équipe                   |    | Temps           |
| -- | ----------------- | --------- | ------------------------ | -- | --------------- |
| 1  | Tony Martin       | Allemagne | Omega Pharma-Quick Step  | en | 1 h 10 min 48 s |
| 2  | Gustav Larsson    | Suède     | IAM                      | +  | 14 s            |
| 3  | Sylvain Chavanel  | France    | Omega Pharma-Quick Step  |    | 45 s            |
| 4  | Marco Pinotti     | Italie    | BMC Racing               |    | 1 min 00 s      |
| 5  | Johan Le Bon      | France    | FDJ.fr                   |    | 1 min 05 s      |
| 6  | Carlos Oyarzún    | Chili     | Louletano-Dunas Douradas |    | 2 min 05 s      |
| 7  | Olivier Kaisen    | Belgique  | Lotto-Belisol            |    | 2 min 10 s      |
| 8  | Jérémy Roy        | France    | FDJ.fr                   |    | 2 min 24 s      |
| 9  | Nicolas Baldo     | France    | Atlas Personal-Jakroo    |    | 2 min 26 s      |
| 10 | Anthony Delaplace | France    | Sojasun                  |    | 2 min 48 s      |

### Classement final course élite féminines
|    | Coureur              | Pays        | Équipe                    |    | Temps       |
| -- | -------------------- | ----------- | ------------------------- | -- | ----------- |
| 1  | Hanna Solovey        | Ukraine     | Equipe d'Ukraine          | en | 28 min 24 s |
| 2  | Alison Tetrick       | États-Unis  | Exergy Twenty16           | +  |             |
| 3  | Elisa Longo Borghini | Italie      | Hitec Products UCK        |    | 59 s        |
| 4  | Olga Zabelinskaïa    | Russie      | RusVelo                   |    | 1 min 01 s  |
| 5  | Edwige Pitel         | France      | SC Michela Fanini-Rox     |    | 1 min 05 s  |
| 6  | Amber Neben          | États-Unis  | Équipe des États-Unis     |    | 1 min 31 s  |
| 7  | Bridie O'Donnell     | Australie   | Équipe d'Australie        |    | 1 min 42 s  |
| 8  | Liesbet De Vocht     | Pays-Bas    | Rabo Women                |    | 1 min 50 s  |
| 9  | Jutta Stienen        | Suisse      | Équipe de Suisse          |    | 2 min 01 s  |
| 10 | Julia Shaw           | Royaume-Uni | Équipe de Grande-Bretagne |    | 2 min 02 s  |

### Classement final course espoirs
|    | Coureur                 | Pays           | Équipe                            |    | Temps       |
| -- | ----------------------- | -------------- | --------------------------------- | -- | ----------- |
| 1  | Ryan Mullen             | Irlande        | Équipe nationale d'Irlande        | en | 53 min 27 s |
| 2  | Bruno Armirail          | France         | Équipe nationale de France        | +  | 1 min 16 s  |
| 3  | Alexis Guérin           | France         | Équipe nationale de France        |    | 1 min 48 s  |
| 4  | Jauffrey Betouigt-Suire | France         | Équipe nationale de France        |    | 2 min 21 s  |
| 5  | Adrien Quiniu           | France         | Équipe nationale de France        |    | 2 min 32 s  |
| 6  | Johann van Zyl          | Afrique du Sud | Équipe nationale d'Afrique du Sud |    | 2 min 35 s  |
| 7  | Fabien Grellier         | France         | Équipe nationale de France        |    | 3 min 18 s  |
| 8  | Lilian Calmejane        | France         | Équipe nationale de France        |    | 3 min 32 s  |
| 9  | Rémi Bizzozzero         | France         | Équipe nationale de France        |    | 4 min 21 s  |
| 10 | Julien Bély             | France         | Équipe nationale de France        |    | 4 min 25 s  |

### Classement final course juniors
|   | Coureur       | Pays     | Équipe               |    | Temps       |
| - | ------------- | -------- | -------------------- | -- | ----------- |
| 1 | Igor Decraene | Belgique | Tieltse Renners Club | en | 26 min 18 s |
| 2 | Élie Gesbert  | France   | VS Andel             | +  | 1 min 02 s  |
| 3 | Martin Palm   | France   | VC Ardennes          |    | 1 min 04 s  |
| 4 | Jérémy Defaye | France   | VC Rocheville        |    | 1 min 47 s  |
| 5 | Rémi Cavagna  | France   | Auvergne             |    | 1 min 48 s  |

### Classement final course juniors féminines
|   | Coureur           | Pays    | Équipe           |    | Temps       |
| - | ----------------- | ------- | ---------------- | -- | ----------- |
| 1 | Séverine Eraud    | France  | Équipe de France | en | 26 min 02 s |
| 2 | Fanny Zambon      | France  | Équipe de France | +  | 7 s         |
| 3 | Olena Demydova    | Ukraine | Équipe d'Ukraine |    | 12 s        |
| 4 | Manon Bourdiaux   | France  | Équipe de France |    | 26 s        |
| 5 | Natalia Mazyarova | Russie  | Équipe de Russie |    | 29 s        |

### Classement final course cadets
|   | Coureur                | Pays   | Équipe             |    | Temps       |
| - | ---------------------- | ------ | ------------------ | -- | ----------- |
| 1 | Clément Bétouigt-Suire | France | VC Mérignac        | en | 24 min 02 s |
| 2 | Louis Louvet           | France | Creusot Cyclisme   | +  | 24 s        |
| 3 | Maxime Gressier        | France | Dunkerque Littoral |    | 49 s        |
| 4 | Tom Douhard            | France | VC Ardennes        |    | 55 s        |
| 5 | Nathan Pernot          | France | Cannes-Mandelieu   |    | 1 min 06 s  |